# Buque de defensa costera

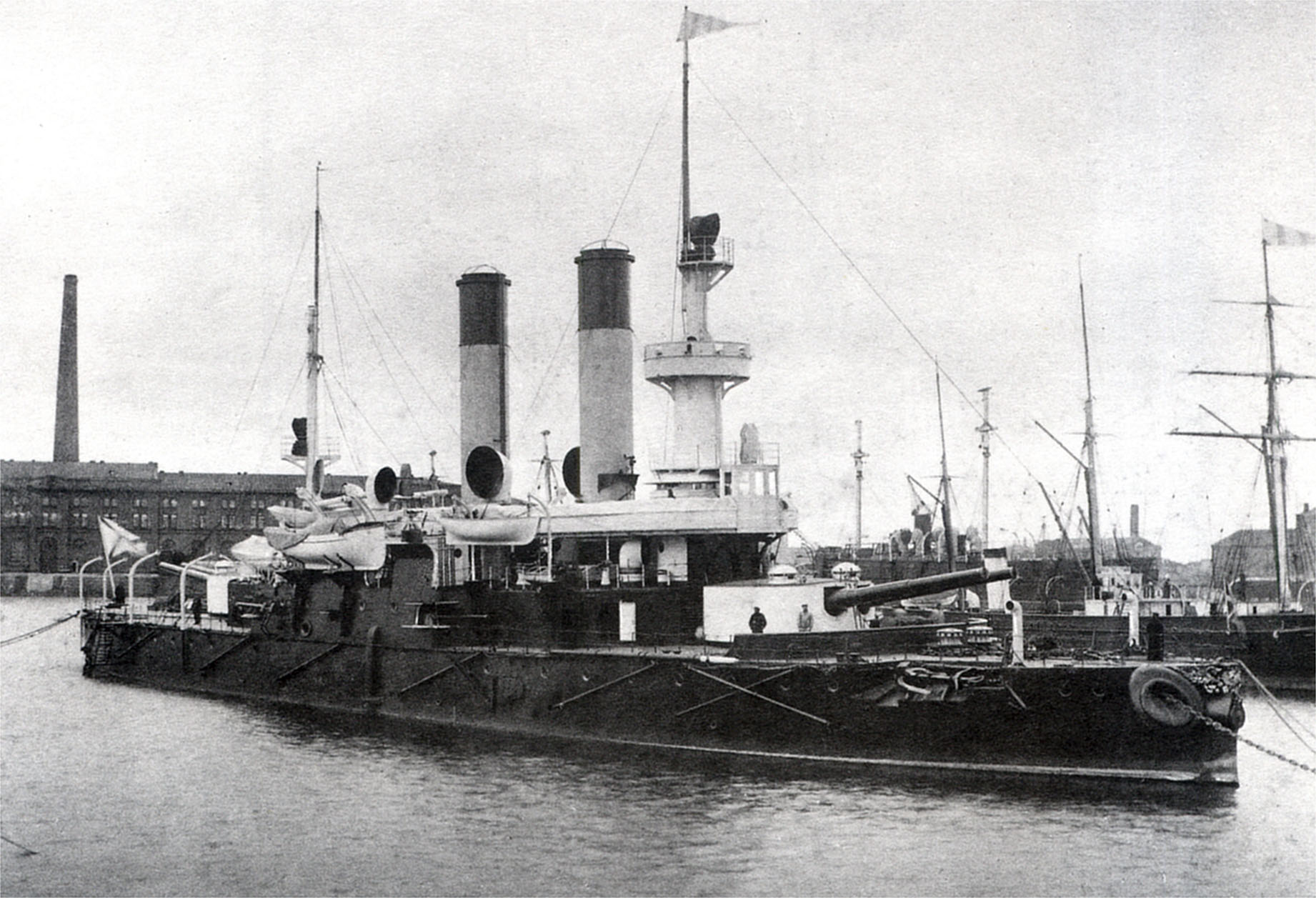
Almirante Ushakov en 1897.

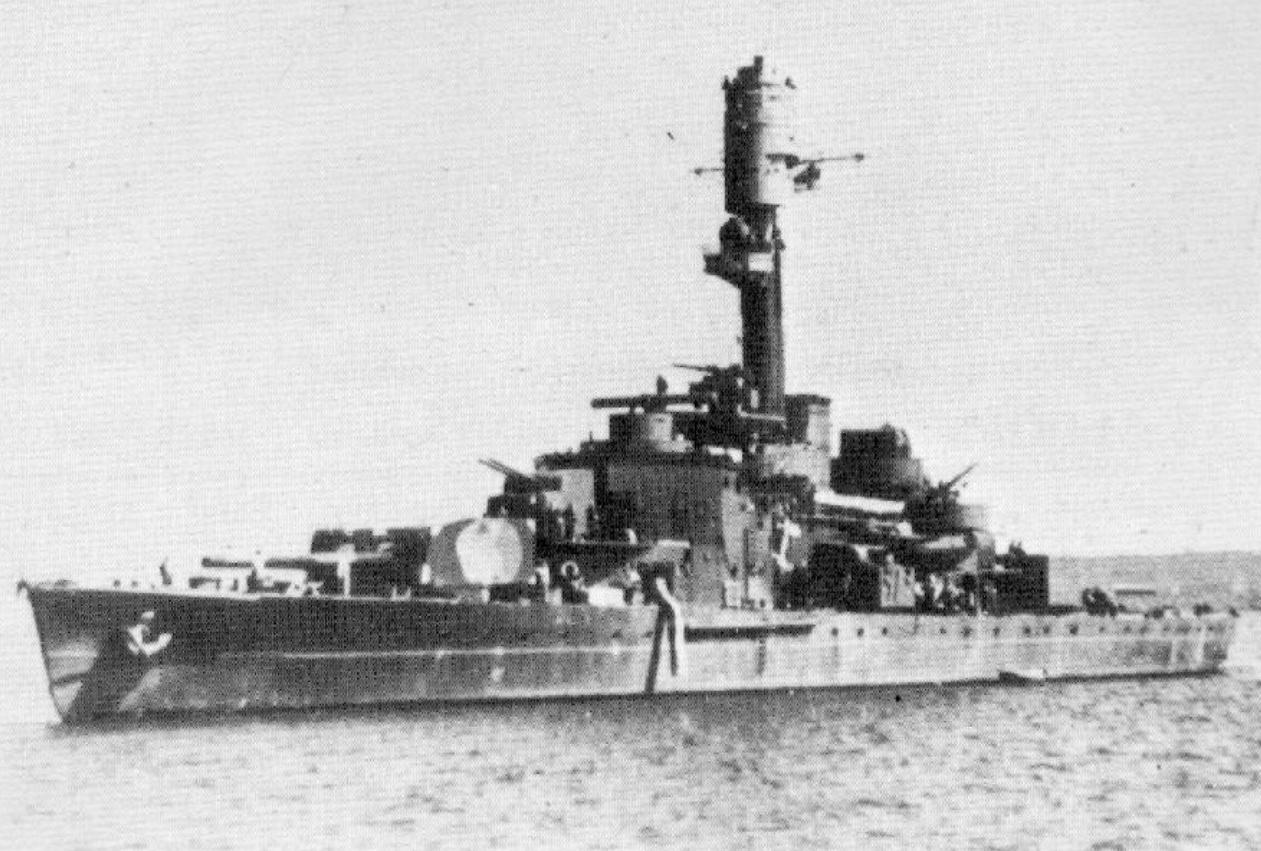
El barco de defensa costera finlandés Väinämöinen, uno de los últimos ejemplos de este tipo.

Los buques de defensa costera (a veces denominados acorazados costeros) eran buques de guerra construidos para la defensa costera, principalmente entre 1860 y 1920. Eran buques de guerra pequeños, a menudo del tamaño de un crucero, que sacrificaban la velocidad y el alcance en favor del blindaje y el armamento. Por lo general, resultaban atractivos para las naciones que no podían permitirse acorazados de tamaño completo o que podían conformarse con buques de poco calado especialmente diseñados para realizar operaciones litorales cerca de sus propias costas. Los países nórdicos y Tailandia los encontraron especialmente apropiados para sus aguas costeras salpicadas de islas. Algunos buques tenían capacidades limitadas en aguas azules; otros operaban en ríos.
Los buques de defensa costera se diferenciaban de los monitores por tener un francobordo más alto y, por lo general, poseer tanto una mayor velocidad como un armamento secundario; algunos ejemplos también montaban cañones en casamata (los cañones de los monitores casi siempre estaban en torretas). Su tamaño oscilaba entre las 1.500 y las 8.000 toneladas.
Su construcción y aspecto solían ser los de acorazados pre-dreadnought en miniatura. Como tales, llevaban un blindaje más pesado que los cruceros o cañoneros de tamaño equivalente, solían estar equipados con un armamento principal de dos o cuatro cañones pesados y varios más ligeros en torretas o casamatas, y podían navegar a mayor velocidad que la mayoría de los monitores. En servicio, se utilizaban principalmente como artillería costera móvil y no como instrumentos de control marítimo o de combate de flotas, como los acorazados de las armadas de aguas azules. Pocos de estos buques entraron en combate en la Primera Guerra Mundial, aunque algunos sí lo hicieron en la Segunda Guerra Mundial. Los últimos fueron desguazados en la década de 1970.
Entre las armadas con buques de defensa costera como principales buques de guerra se encuentran las de Dinamarca, Ecuador, Finlandia, Noruega, Países Bajos, Portugal, Suecia, Tailandia y las colonias británicas de India y Victoria. Algunas naciones que en algún momento construyeron, compraron o adquirieron sus propios buques de primera línea, como Argentina, Austria-Hungría, Brasil, China, Alemania, Rusia y España, también desplegaron este tipo de buques de guerra, y Rusia utilizó tres en la Batalla de Tsushima en 1905.
Aparte de los buques de defensa costera especialmente construidos, algunas armadas utilizaron varios buques obsoletos en esta función. La Marina Real Británica desplegó cuatro acorazados de la clase Majestic como guardacostas en el Humber al comienzo de la Primera Guerra Mundial. Del mismo modo, la Armada de los Estados Unidos rediseñó las clases Indiana e Iowa como "acorazados de defensa costera" en 1919. Estos buques solían estar cerca del final de su vida útil y, aunque en general se consideraba que ya no eran aptos para el servicio en primera línea, seguían siendo lo suficientemente potentes como para realizar tareas defensivas en situaciones de reserva.